# Jens Hakanowitz
Jens Kock Hakanowitz (31 gennaio 1980) è un ex cestista danese.